# Stora Beddinge
Stora Beddinge är en småort i Tullstorps socken på Söderslätt i Trelleborgs kommun, Skåne län.